# Nooit Opgeven Altijd Doorzetten Aangenaam Door Vermaak En Nuttig Door Ontspanning Combinatie Breda
O NAC Breda é um clube de futebol dos Países Baixos, cuja sede fica na cidade de Breda. Foi fundado em 19 de setembro de 1912. O clube também é conhecido por possuir o maior nome dentre todos os times de futebol.
O seu nome significa Combinação Nunca Desista, Sempre Persevere, Prazeroso Para Diversão E Útil Para Relaxamento.

## Títulos

### Nacionais
Campeonato Neerlandês: 1
(1920-21)
 Copa dos Países Baixos: 1
(1972-73)
 Taça Anselmo Fracasso: 1
(2012-14)

## Elenco atual
- Atualizado em 4 de agosto de 2020.

Legenda
- : Capitão
- : Lesão

## Galeria

Antigo escudo.